# Стане Кавчич
Стане Кавчич (Љубљана, 30. октобар 1919 — Љубљана, 27. март 1987) био је учесник Народноослободилачке борбе и друштвено-политички радник СФР Југославије и СР Словеније. Од 1967. до 27. новембра 1972. године обављао је функцију председника Извршног већа скупштине СР Словеније.

## Биографија
Стане Кавчич рођен је 30. октобра 1919. године у Љубљани. Пре Другог светског рата деловао је у синдикатима. Члан Комунистичке партије Југославије постао је у јулу 1941. године.
За време рата био је секретар Окружног комитета КП Врхника, секретар Покрајинског комитета Савеза комунистичке омладине Југославије за Словенију, члан Централног комитета СКОЈ-а и председник Уједињеног савеза антифашистичке омладине Југославије. Био је изабран за члана Словеначког народноослобдилачког савета и Антифашистичког већа народног ослобођења Југославије 1943. године.
После рата обављао је многе друштвено-политичке и партијске функције:
- организациони секретар Централног комитета КП Словеније
- потпредседник Президијума Народне скупштине НР Словеније
- председник Савета за прерађивачку индустрију, енергетику и екстраткивну индустрију Владе НР Словеније
- потпредседник Извршног већа НР Словеније
- члан пленума Савезног одбора Социјалистичког савеза радног народа Југославије од 1945. до 1953. године
- председник Републичког већа Савеза синдиката Словеније
- члан Централног комитета СК Словеније од 1945. до 1969. године
- члан Извршног комитета ЦК СК Словеније (водио идеолошку комисију)
- члан Централног комитета Савеза комуниста Југославије од 1952. до 1972. године
- члан Извршног комитета ЦК СКЈ до 1972. године
- председник Извршног већа скупштине СР Словеније од 1967. до 27. новембра 1972. године

На Деветом конгресу СКЈ 1969. године, изабран је за члана Председништва. Био је члан Савета народне одбране СФР Југославије, члан Републичке конференције ССРН Словеије, председник Комисије Извршног већа СР Словеније за израду нацрта дугорочног економског и политичког развоја Словеније и председник Одбора Извршног већа за друштвено-системска питања. Био је посланик Републичке скупштине и посланик Савезне скупштине у два сазива.
Крајем 60-их и почетком 70-их година био је један од главних словеначких заговорника либерализације и реформе привреде, због чега је у новембру 1972. године био присиљен дати оставку на месту председника Извршног већа скупштине СР Словеније и иступити из Председништва Савеза комуниста Југославије. Остатак живота није смео да политички наступа у јавности.
Умро је 27. марта 1987. године у Љубљани.

## Литерарни рад и одликовања
Његови радови из области публицистике издани су 1964, 1965. и 1967. године у четири књиге под насловом „Самоуправљање“.
Носилац је Партизанске споменице 1941., Ордена народног ослобођења, Ордена Републике са златним венцем, Ордена заслуга за народ са златном звездом, Ордена братства и јединства са златним венцем и осталих одликовања.